# رود ناروا
رود ناروا (استونیایی: Narva jõgi، روسی: Нарва) رودی در مرز کشور استونی و روسیه است.
این رودخانه که طول آن ۷۷ کیلومتر است از شمال شرقی دریاچه پیپوس سرچشمه میگیرد و از نظر حجم آب دومین رود بزرگی است که به خلیج فنلاند میریزد.